# Schoscha (Wolga)
Die Schoscha (russisch Шоша) ist ein 163 km langer rechter Nebenfluss der Wolga in den Oblasten Twer und Moskau im europäischen Teil Russlands.

## Beschreibung
Die Schoscha entspringt etwa 2 km südöstlich des Dorfes Schoscha im Südosten der Oblast Twer, unweit der Grenze zur Oblast Moskau, und nur wenige hundert Meter von der Fernstraße M9 entfernt. Von dort fließt sie in zunächst vorwiegend nördliche und nordwestliche Richtungen durch die dicht besiedelte Grenzregion der Oblaste Twer und Moskau.
Vor der Einmündung der Schabnja wendet sich der Fluss nach Nordosten, ändert seine Fließrichtung aber kurz vor dem Erreichen der Grenze zur Oblast Moskau wieder in westliche und nordwestliche, wenig später nördliche Richtungen. Nach der Einmündung der Schidochowka wechselt die Schoscha erneut in nordöstliche und östliche Fließrichtungen. Beim Dorf Retschki erreicht die Schoscha die Oblast Moskau und bildet nun auf mehreren Kilometern die Grenze zwischen den Oblasten Twer und Moskau, mehrmals unterbrochen durch Strecken, in denen sie vollständig in nur einer Oblast fließt. Sie behält nun die östliche Fließrichtung bei und erreicht schließlich bei Redkino, etwa 20 km südöstlich von Twer die zum Iwankowoer Stausee aufgestaute Wolga.
Die Schoscha beginnt Ende November bis Anfang Januar zuzufrieren, das Eis bricht Ende März bis Mitte April. Der Fluss ist bei Anglern sehr beliebt, geangelt werden unter anderem Döbel, Brachse, Aland und Rotauge.